# Амосова Гора
Амосова Гора (рос. Амосова Гора) — присілок Бокситогорського району Ленінградської області Росії. Входить до складу Радогощинського сільського поселення.
Населення — 0 осіб (2012 рік).

## Населення
| 2007 | 2010 | 2017 |
| ---- | ---- | ---- |
| 0    | →0   | →0   |